# تمشکین پرپشت
تمشکین پرپشت (نام علمی: Bellevalia pycnantha) یکی از گونه‌های سردهٔ تمشکین است. ارتفاع گیاه ۲۰ تا ۳۰ سانتی‌متر است. این گیاه برای افراد غیرحرفه‌ای و حتی برای بعضی از گیاه‌شناسان مانند سنبلک سرمه‌کلاغ جلوه می‌نماید اما مطالعهٔ دقیق نشان می‌دهد که گل‌های کوچک به طول ۶ میلی‌متر آن مانند سایر گونه‌های تمشکین لبه‌های مشخصی داشته و دانه‌های آن نیز صاف و براق هستند. از مشخصات عمدهٔ آن وجود دو برگ افراشته به رنگ سبز روشن و به عرض ۲ سانتیمتر و با شکل ناودانی است. به نظر می‌رسد که این گیاه در چمنزارهای سلسله جبال زاگرس از اصفهان تا آذربایجان نسبتاً فراوان باشد ولی شرقی‌ترین محل رویش آن که تا حدودی منطقهٔ جغرافیایی مجزایی محسوب می‌گردد دره لار واقع در کوه‌های البرز است که چمنزارهای منطقه را با رنگ‌های خود و همراه با گونه سنبلک سرمه‌کلاغ به رنگ آبی درمی‌آورد. فصل گلدهی از اردیبهشت تا خرداد ماه است.